# Platamonas
Platamonas lub Platamon (gr. Πλαταμώνας) – miejscowość w Grecji, w administracji zdecentralizowanej Macedonia-Tracja, w regionie Macedonia Środkowa, w jednostce regionalnej Pieria, w gminie Dion-Olimp, u podnóży masywu Olimp. W 2011 roku liczyła 2013 mieszkańców.
Znana głównie ze wzniesionego przez krzyżowców średniowiecznego zamku. W czasach Bizancjum prócz szlaku lądowego kontrolował on również szlak morski z Eubei do Salonik. Zamek Platamonas został wzniesiony w XI w. przez krzyżowców, zdobyty później w 1470 przez Wenecjan a następnie w 1556 przez Turków. Ostatecznie opuszczony na początku XX w. niszczał pozostawiając do dzisiaj tylko ruiny murów i wieży. Obecnie jest miejscem wydarzeń kulturalnych, m.in. odbywającego się w sierpniu Festiwalu Olimpu.
Platamonas to również otoczony gajami oliwnymi ośrodek turystyczny z łagodnie schodzącą do morza piaszczystą plażą. Posiada niewielki ryneczek z kościołem prawosławnym i platanami oraz port rybacki.